# Basso profondo

Pentagramma in chiave di basso: ampia estensione di basso profondo, da Do grave a Fa acuto

Il basso profondo è un cantante lirico che appartiene alla famiglia dei bassi.

## Inquadramento della voce
Il basso profondo si caratterizza per una voce dal timbro molto scuro, unitamente ad un volume sonoro ragguardevole, la cui vocalità, come suggerito dal nome stesso, si estende nella regione più grave del pentagramma.
Se l'estensione vocale del basso abbraccia, tradizionalmente, due ottave (da Mi grave a Fa acuto), il basso profondo, che mantiene lo stesso valore verso l'acuto, deve poter scendere anche fino al Do ultragrave.
Una definizione più articolata di questo tipo di voce, ci viene da John B. Steane, nel suo libro Voices, Singers & Critics, il quale sostiene che la voce di basso profondo..
(J. B. Steane, "Voices, Singers & Critics", 1992)
Questa descrizione contribuisce ad inquadrare il concetto, non sempre agevole da classificare, di basso profondo. È interessante sottolineare come Steane non delinei questa tipologia vocale limitandola al solo sfoggio di note gravi, quanto piuttosto rimarcandone la potenza, la solidità timbrica, quindi il senso di inquietudine e di struggente solennità che deve contraddistinguere chi canta in questo registro. In effetti, considerare basso profondo solo ed esclusivamente un cantante dotato di efficaci note gravi è un limite ed un errore storico.
Se è vero che poter scendere comodamente sotto il rigo del pentagramma è una qualità indispensabile, è altrettanto vero che esistono partiture per basso profondo del tutto prive di note particolarmente gravi. Basti pensare a Daland, nel Fliegende Holländer di Wagner, la cui tessitura, tutto sommato, è abbastanza favorevole per qualsiasi basso, ma che - come richiesto dell'autore - deve caratterizzarsi soprattutto per un colore davvero tenebroso ed una potenza soverchiante: entrambe caratteristiche peculiari del basso profondo.
Volendo fare un parallelo strumentale, è utile ricordare come un compositore possa scrivere, ad esempio, un assolo per contrabbasso, senza obbligatoriamente inserire le note più gravi di questo cordofono, preferendo sfruttarne invece il colore – comunque scuro – dei registri medi o acuti. Fatta questa premessa, non v'è dubbio che laddove il basso profondo raggiunge la sua cifra stilistica più affascinante, è proprio nella capacità di offrire note gravi, sonore, viscerali e, citando Steane, solide come una massiccia muraglia.

## Storia del termine "basso profondo"

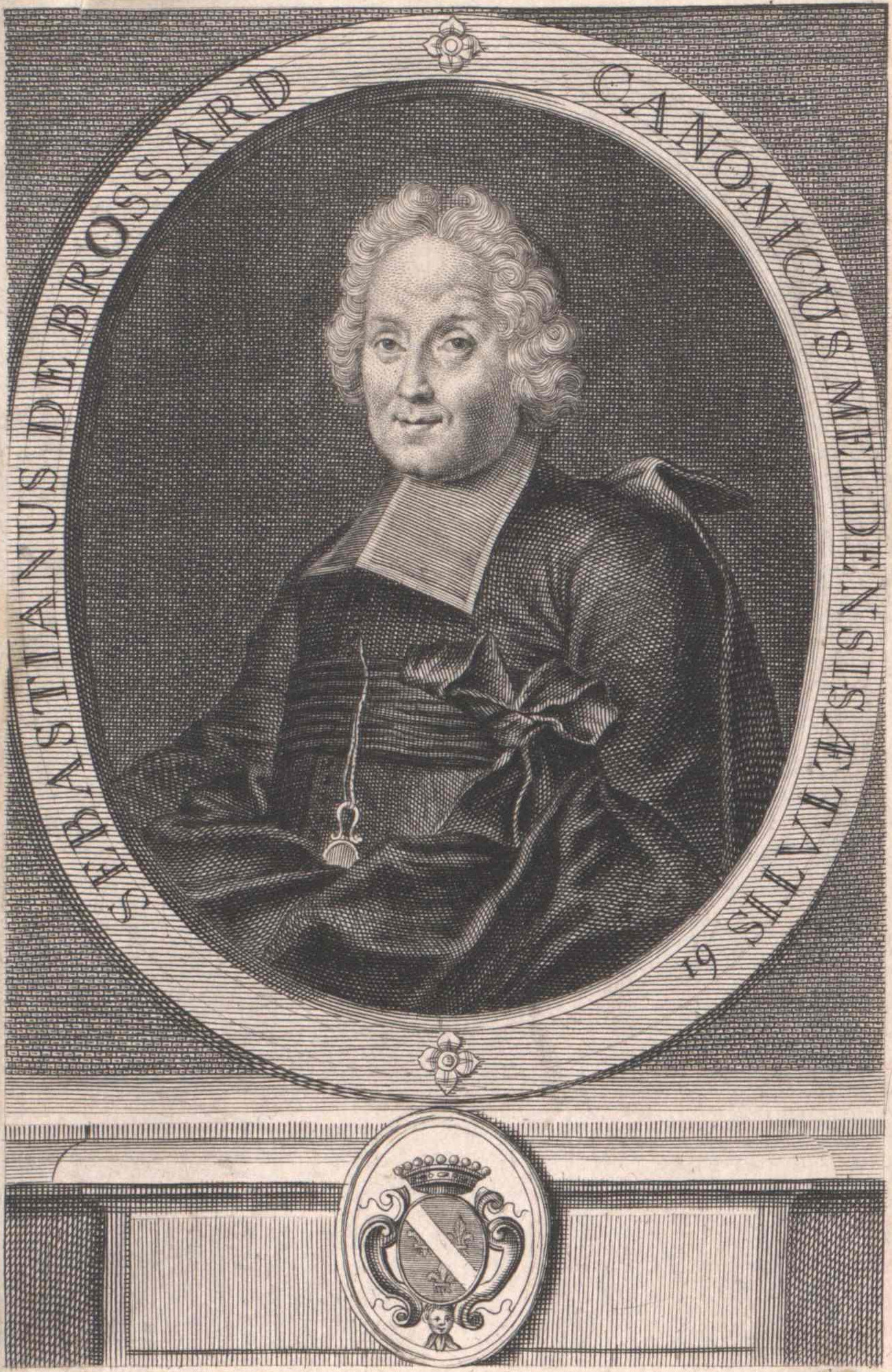
Sébastien de Brossard

Il termine basso profondo è relativamente recente. Il suo uso si stabilizza in modo diffuso solo verso la fine del XIX secolo; questo avviene inizialmente per indicare un certo tipo di basso russo, o coristi molto dotati nel registro dell'estremo grave. Tuttavia, in epoca precedente, sono esistiti dei testi che, in qualche modo, alludevano più o meno esplicitamente a questa tipologia vocale.
Un primo riferimento lo troviamo nel Dictionnaire de musique (1703), del compositore e teorico musicale francese Sébastien de Brossard, il quale scrive che questo tipo di voce così profonda si chiama "bassista", o basse-contre ("contro-basso"). Una definizione potenzialmente ambigua, almeno agli occhi di Jean Jacques Rousseau, il quale, a pagina 66 del suo Dictionnaire de musique (1768), precisa:
(Jean Jacques Rousseau, Dictionnaire de musique)
Nel 1702, ancora grazie all'opera di un letterato francese, François Raguenet, scoppiò una bagarre tra Italia e Francia. Raguenet pubblica in quell'anno Parallèle des Italiens et des Français en ce qui regarde la musique et les opéras. La sua analisi è impietosa verso gli italiani, e raggiunge addirittura toni ostili quando descrive proprio la differenza tra le voci gravi del belpaese e quelle d'oltralpe.
In sintesi, Raguenet afferma che l'opera francese è di gran lunga migliore di quella italiana, per la qualità delle voci in generale, e per la voce di basso in particolare. L'autore esalta la bellezza delle note gravi, appannaggio di figure austere, nobili o divine, la cui sonorità rimanda ad intense suggestioni abissali, di cui i francesi abbondano e che - secondo lui - mancano invece agli italiani, poiché questi cantanti non sarebbero dotati né di profondità né di potenza. Quel parallelo scatenò, inevitabilmente, delle polemiche, al punto che, tre anni dopo, François Raguenet fu costretto a pubblicare Défense du Parallèle des Italiens et des Français en ce qui regarde la musique et les opéras (1705).

In ogni caso, quelle critiche vennero sepolte nell'800, il secolo segnato dalla musica di Verdi e di Wagner, i quali conferirono alla voce di basso, incluso il basso profondo, una complessità ed una bellezza che raggiunsero lo Stato dell'arte, contribuendo a far finire quasi completamente nel dimenticatoio quelle opere francesi che tanto infiammarono il patriottismo musicale di Raguenet. Dispute italo-francesi a parte, sta di fatto che pressoché tutti i compositori - di ogni epoca e luogo - nel momento in cui stendono la partitura e le relative note tecnico-artistiche, non usano quasi mai l'esplicita espressione "basso profondo", ma, semplicemente, "basso". L'unico distinguo che troviamo è relativo al "buffo".

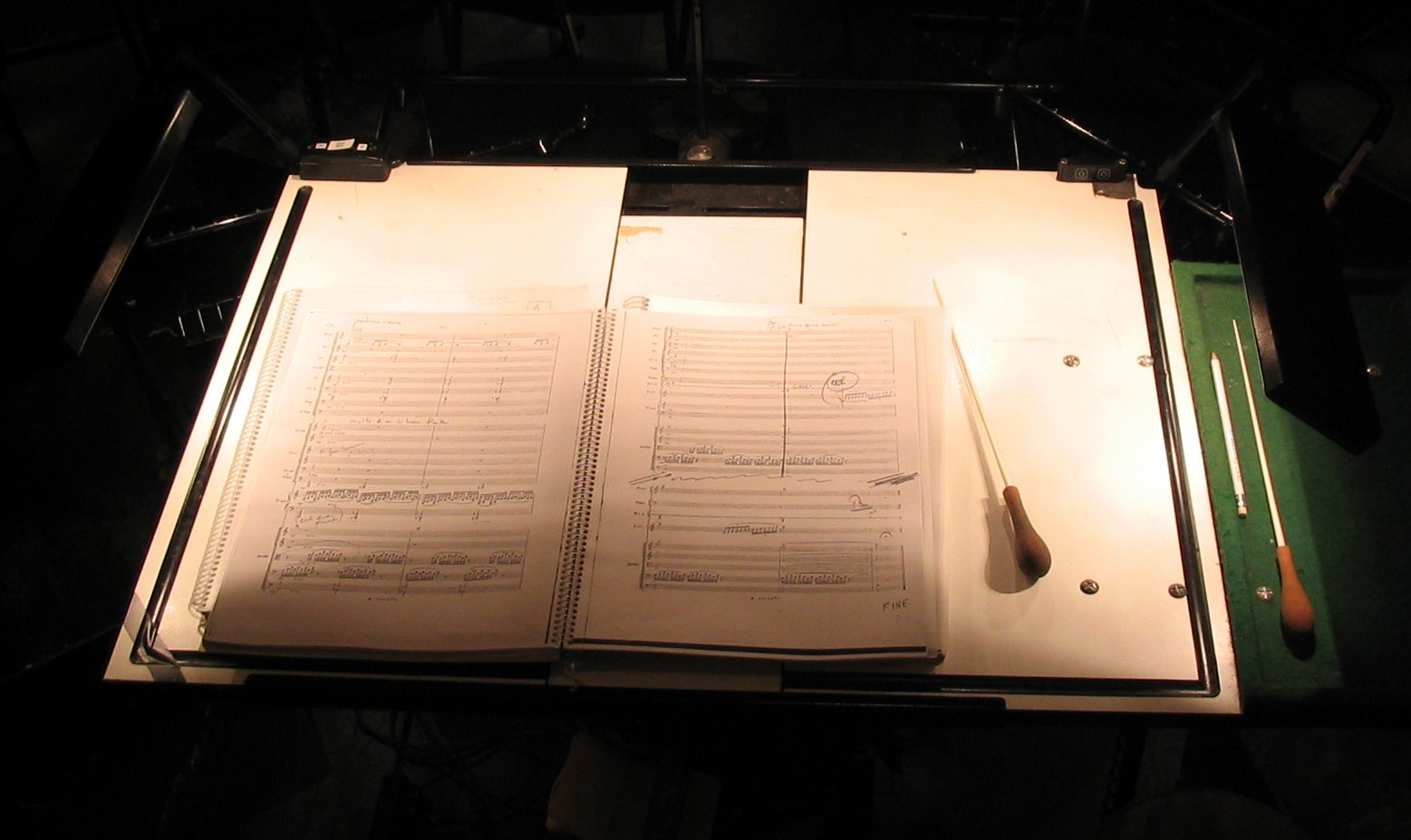
Uno spartito sul podio del direttore d'orchestra

 In ogni caso, questa mancanza di specificità non investe esclusivamente il basso profondo, poiché i compositori indicano genericamente tutti i cantanti (tenore, soprano, mezzosoprano, etc.), senza dare quasi mai - per nessuna tipologia di voce - ulteriori aggettivazioni (...di grazia, ...drammatico, ...di coloratura, ...lirico, ...lirico spinto, etc.).
A partire dall'Ottocento, la scelta dello specifico interprete, con le peculiarità vocali che il compositore riteneva più opportune per la sua opera, veniva effettuata durante l'allestimento della "prima assoluta". Assistito dal direttore d'orchestra, il compositore sceglieva - in base al materiale umano disponibile in quel momento - le voci che reputava fossero le più idonee ad interpretare il nuovo spartito. Questi cantanti avevano così il compito di creare la parte, fissando il precedente storico che, da quel momento in poi, costituirà il repertorio per tutte le esecuzioni future. Questa prassi investiva tutti i tipi di voce, compreso il basso profondo.
Per poter leggere uno spartito nel quale l'autore richiede espressamente un basso profondo, dovremo attendere il 1915. Dopo tre anni di gestazione, Hans Pfitzner termina di comporre la sua opera Palestrina. Per i personaggi di Papa Pio IV e del cardinale Christoph Madruscht, Pfitzner scrive che questi due ruoli devono essere coperti, rispettivamente, da un Tiefer seriöser Bass e da un Seriöser Bass. In entrambi i casi l'aggettivo "Seriöser" (che, letteralmente, significa serioso, nel senso di severo, torvo, pesante) sta ad indicare, inequivocabilmente, il basso profondo, mentre "Tiefer" (letteralmente: più profondo, più basso) ci informa che, tra i due, il primo personaggio ha una voce ancor più grave del secondo.

## Il basso profondo nell'opera lirica

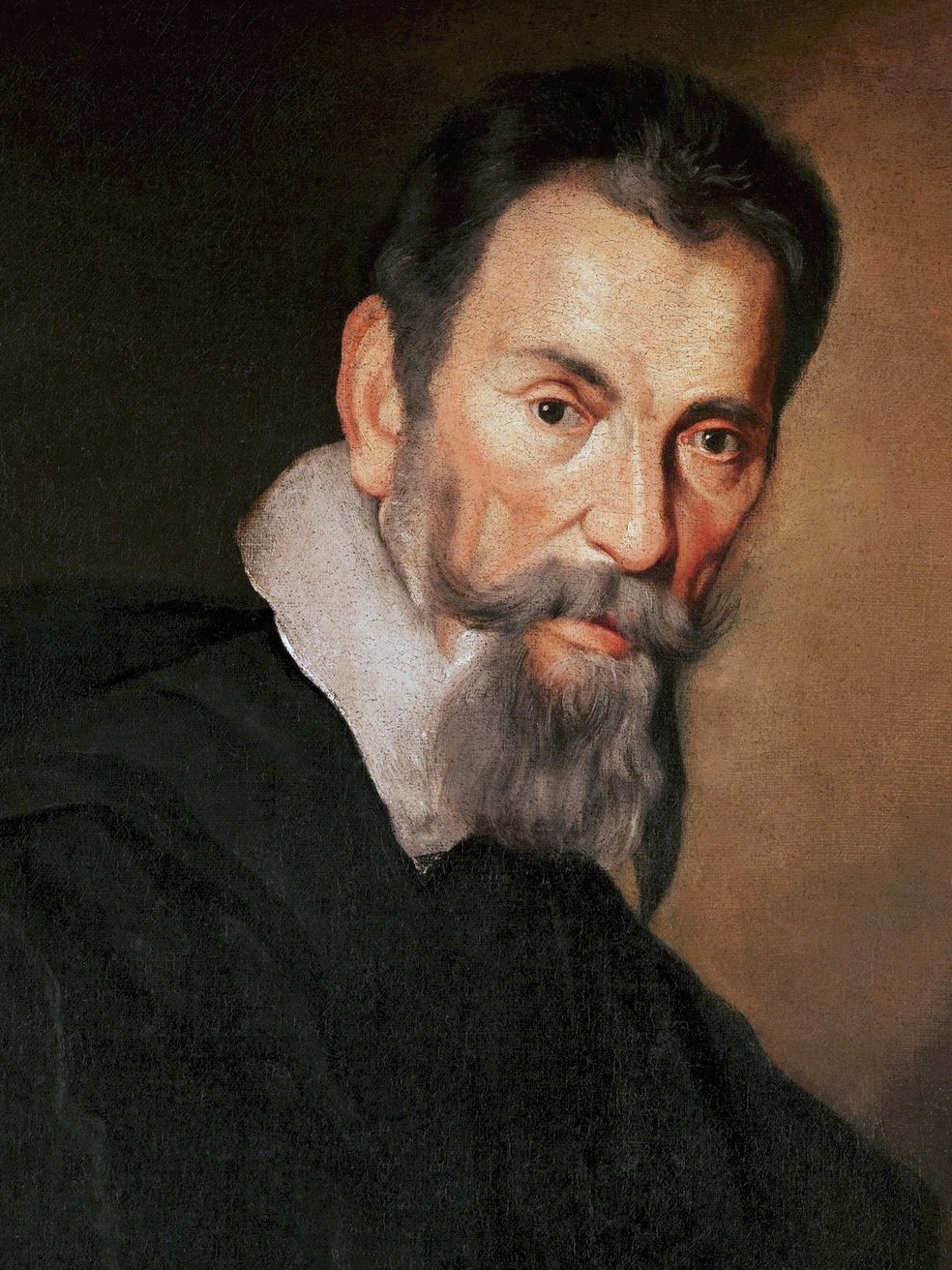
Claudio Monteverdi (1567-1643)

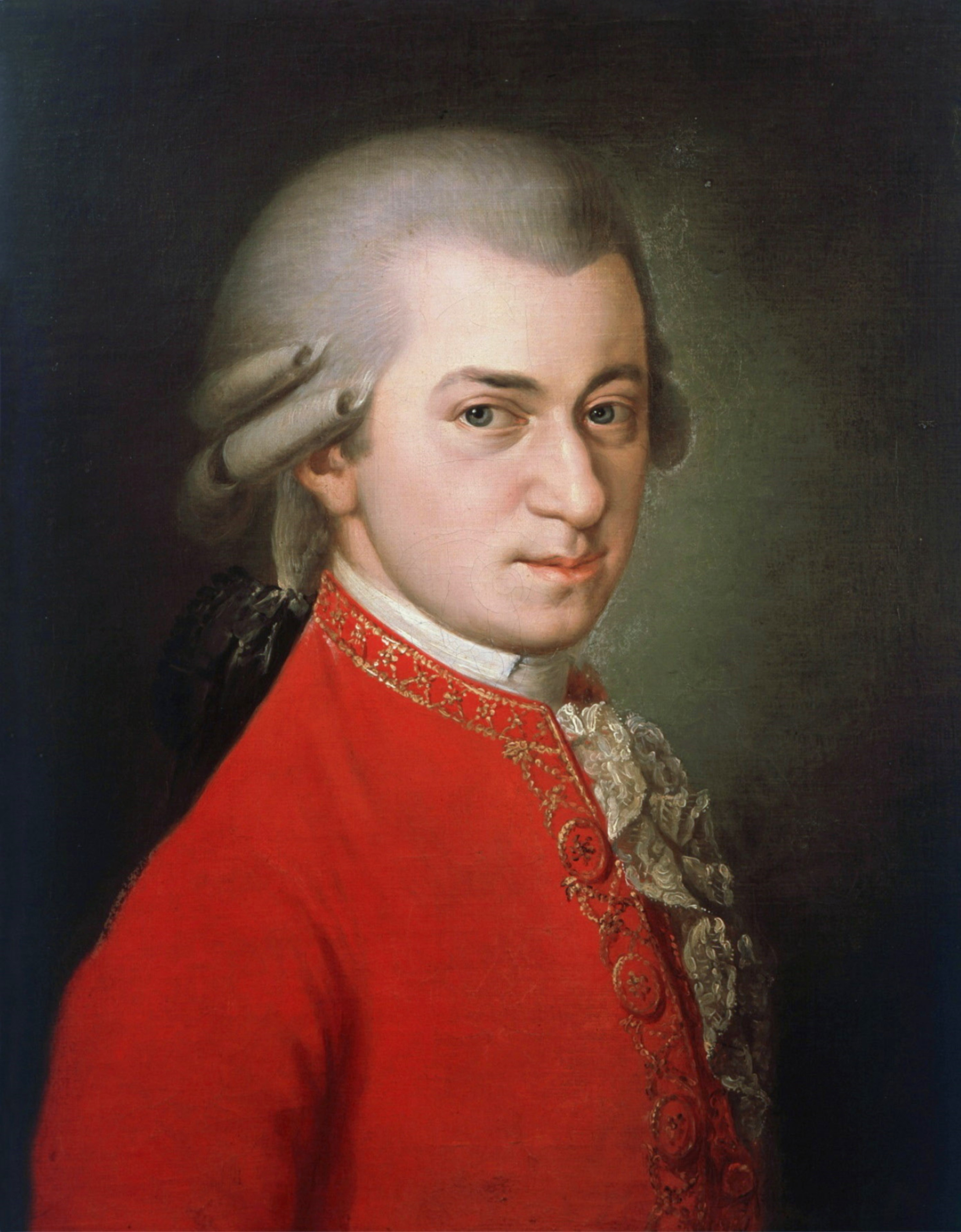
Wolfgang Amadeus Mozart (1756-1791)

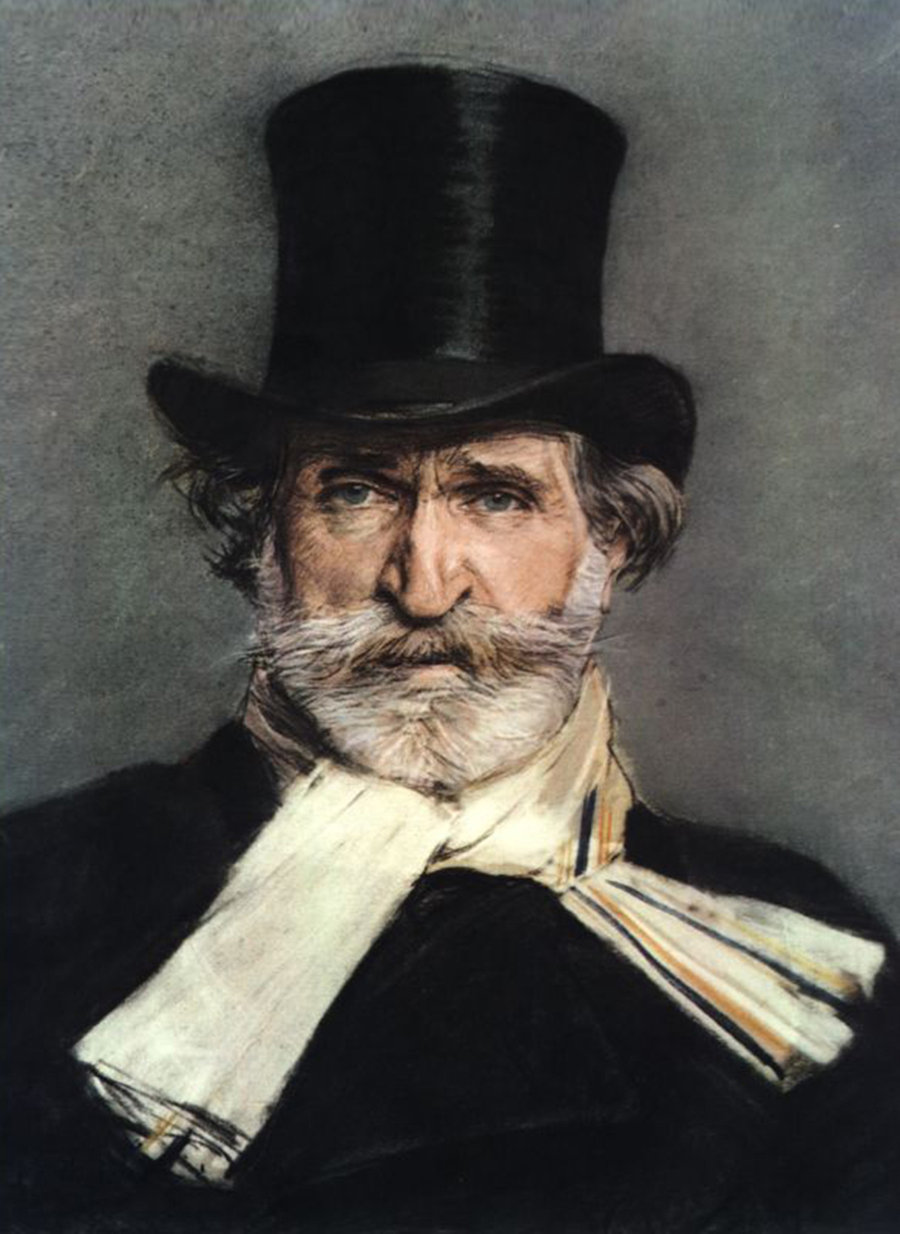
Giuseppe Verdi (1813-1901)

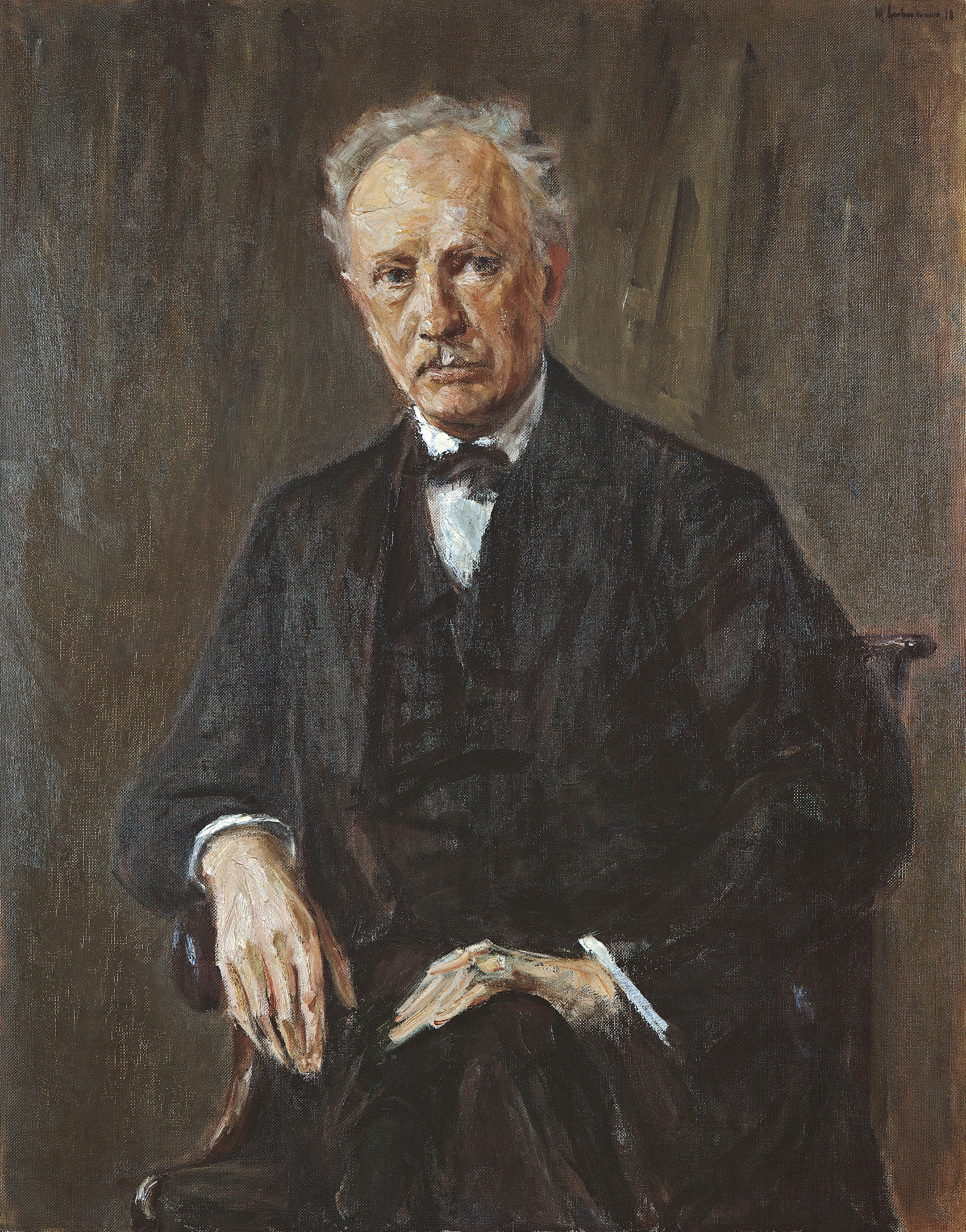
Richard Strauss (1864-1949)

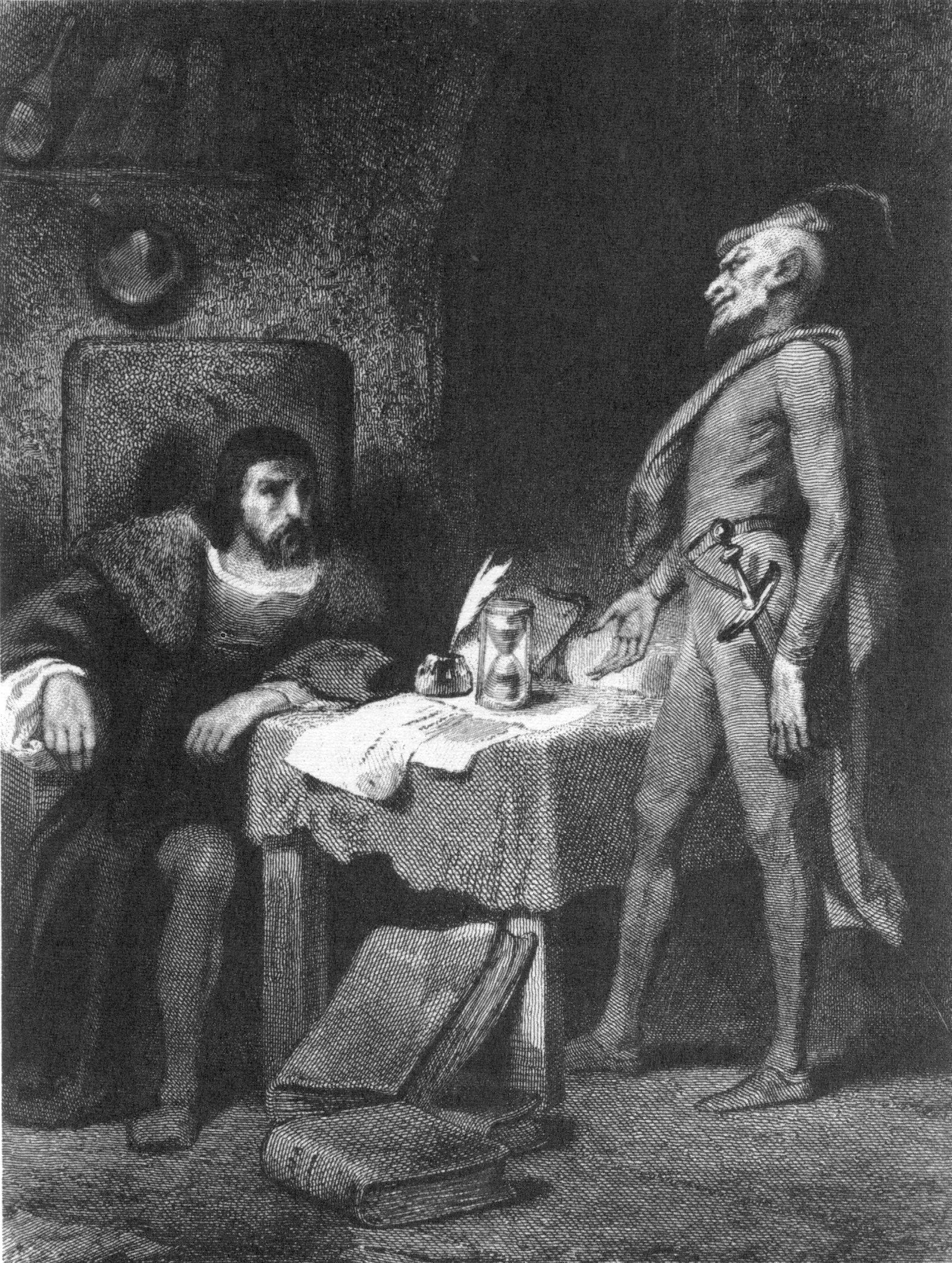
Il dottor Faust e Mefistofele, in un disegno di Tony Johannot

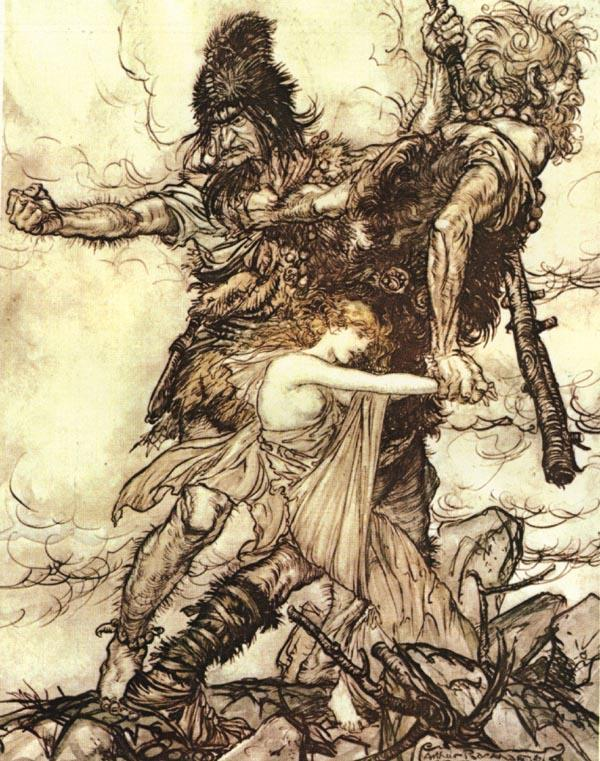
I giganti Fasolt e Fafner (basso, il primo, basso profondo, il secondo) rapiscono Freia, dal Ring des Nibelungen.

La voce di basso nasce profonda. Se consideriamo L'Orfeo di Claudio Monteverdi (1607), il personaggio di Caronte richiede una voce tale da poter toccare il Re grave. Sempre Monteverdi, ne Il ritorno di Ulisse in patria (1640), assegna al personaggio di Nettuno il Do grave, mentre ne L'incoronazione di Poppea (1642) il personaggio di Seneca - nella scena della morte - tocca il Re grave. Le piccole dimensioni delle sale in cui venivano eseguite queste opere (per lo più nei palazzi e nelle corti della nobiltà dell'epoca) ed il limitato organico orchestrale, favorivano la resa acustica di note così basse le quali, necessariamente, costringono il cantante ad un volume sonoro ridotto rispetto a note più alte.
In seguito tuttavia, col nascere dei teatri d'opera e con l'aumentare il volume delle orchestre, divenne necessario assegnare alla voce di basso note gravi ma più sonore. Salvo rare eccezioni, almeno per i solisti tali incursioni nel registro profondissimo furono dunque abbandonate.
Nella prima metà del Settecento si definisce l'estensione canonica del basso: da Fa grave a Fa acuto. Stabiliti i confini, arrivano le eccezioni. Wolfgang Amadeus Mozart, all'inizio della sua carriera, conobbe un cantante dotato d'una eccezionale estensione vocale: Johann Ignaz Ludwig Fischer, capace di coprire dal Do grave al La acuto. Per lui scrisse ruoli "su misura", come quello di Osmin, nell'opera Die Entführung aus dem Serail (1782), dove il cantante indugia sovente sotto il rigo del pentagramma, fino a tenere lungamente un Re grave. A tal proposito si ascolti l'aria Oh, wie will ich triumphieren! nell'interpretazione del basso Josef Greindl che ci ha lasciato una valida esecuzione di questa parte, incidendola, nel 1954, col maestro Ferenc Fricsay.
Ne Il flauto magico (1791), Mozart creò quello che forse è considerato il ruolo favorito dai bassi profondi: Sarastro. Pur non scendendo mai sotto il tradizionale Fa grave, Sarastro merita pienamente l'appellativo di profondo. È la tessitura, cioè la regione del pentagramma nella quale la voce insiste con maggior frequenza, a stabilire la nobile gravità di questa importante parte. Si consiglia l'ascolto di brani come O Isis und Osiris e In diesen heil'gen Hallen, specialmente nell'interpretazione del basso Martti Talvela, insuperato Sarastro, come testimonia l'incisione effettuata nel 1969 col maestro Sir Georg Solti.
Nel 1867 Giuseppe Verdi compone il Don Carlo, opera nella quale troviamo ben tre bassi importanti: il misterioso frate (Carlo V), re Filippo II e l'inquietante Grande Inquisitore, che appare in un celebre duetto col re e, fugacemente, nel finale d'opera. Pur nella sua brevità, quello del Grande Inquisitore è un ruolo assai impegnativo. Nel duetto con Filippo II, deve risultare più asseverativo, lugubre e ieratico del pur crudele re: in altre parole un autentico basso profondo. Verdi prevede che, durante questo duetto, il vecchio frate possa toccare - la nota è facoltativa - un rotondo Mi grave. In realtà, nella discografia lirica questa parte è stata oggetto di interpretazioni alquanto diverse tra loro, non sempre fedeli alla sua tipologia vocale: è il caso di quella del basso-baritono Ruggero Raimondi, un cantante dalla voce troppo chiara per questo specifico ruolo. Tra i migliori interpreti dobbiamo segnalare almeno i bassi Giulio Neri, Jerome Hines, Martti Talvela e Ivo Vinco; quest'ultimo - a detta del critico musicale Davide Annachini - benché non sia un basso profondo "puro", sa coniugare meglio di altri la necessaria cavernosità dell'Inquisitore con la giusta cantabilità. Vinco ha inciso questo duetto assieme al basso Boris Christoff (Filippo II), nella pregevole edizione del Don Carlo diretta dal maestro Gabriele Santini nel 1961.

A conclusione di questo excursus, vale la pena menzionare Richard Strauss: nel 1911 compone Der Rosenkavalier, opera che annovera tra le varie parti quella dell'istrionico Barone Ochs. Tre secoli dopo L'Orfeo di Monteverdi, il basso torna ad esplorare la regione estrema del pentagramma. Il compositore gli assegna infatti un facoltativo Do grave (in alternativa sostituibile con una Mi grave), inserendolo, a pieno titolo, nell'alveo dei bassi profondi.

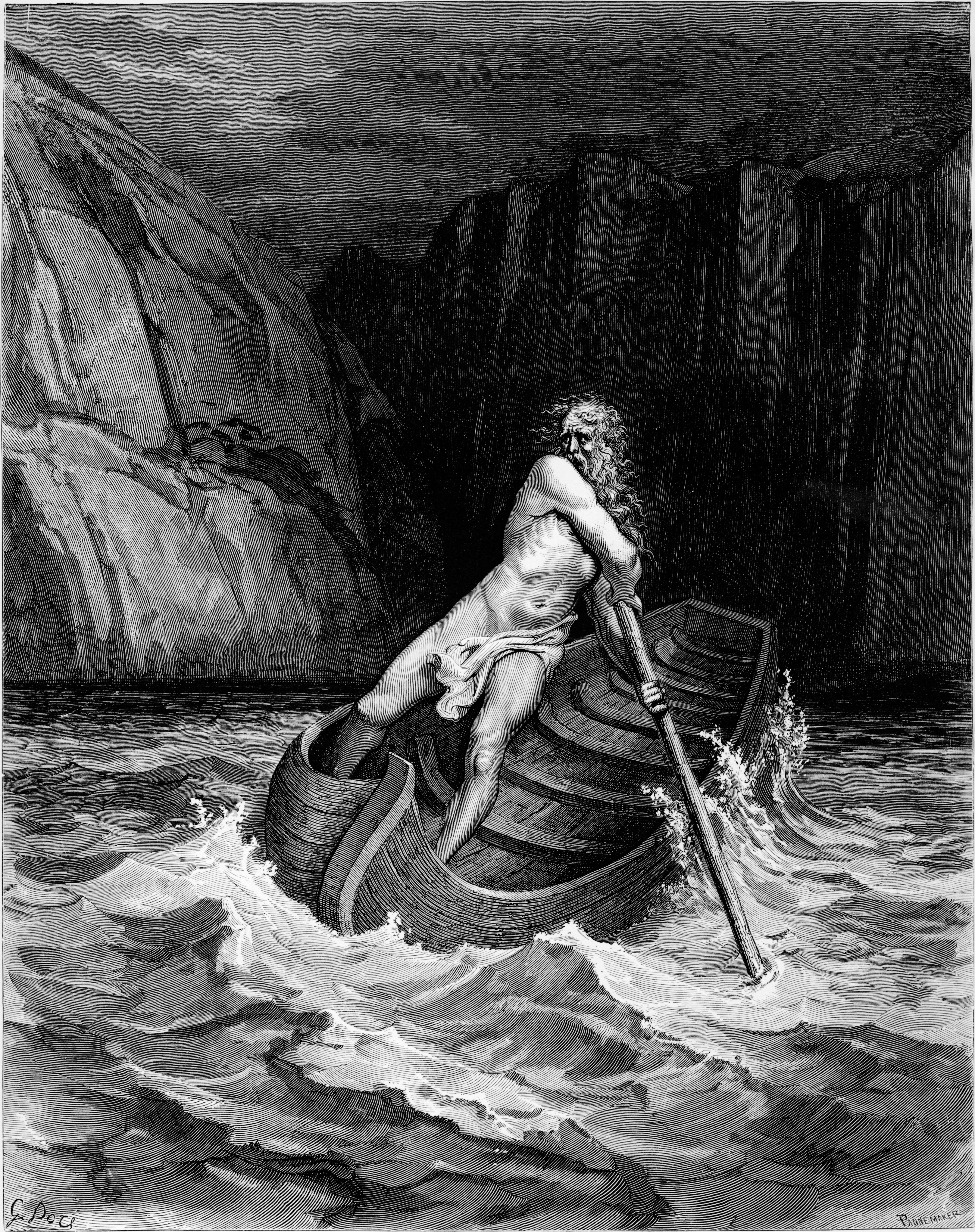
Caronte, il traghettatore delle anime dei morti, in un'illustrazione del Doré

### Le due strade di Monteverdi
Usque ab initio, cioè con Monteverdi, le note gravi erano destinate a personaggi letteralmente sepolcrali, abitanti degli Inferi, come Caronte (L'Orfeo, 1607), quasi a voler significare che quanto più un personaggio appartiene alla sfera dell'Averno, tanto più la sua voce deve sottolineare questo status profundus, anche se la sua sostanza non è necessariamente malvagia.
Lo stesso Monteverdi, però, ne Il ritorno di Ulisse in patria (1640), trasferirà ad un personaggio non più oltretombale, ma divino (Nettuno) le stesse caratteristiche vocali, trasportando le gravi dall'ombra alla luce. Con ancor più precisione, ne L'incoronazione di Poppea (1642), il compositore completa questa nuova intuizione: il filosofo Seneca, un personaggio non più mitologico o demoniaco, bensì tangibile e illuminato, il quale esprime la propria magnanima indole - che lo spingerà fino all'estremo sacrificio - grazie ad una voce e a delle note realmente profonde, fino al già citato Re grave. Seneca e Caronte, da lì in avanti, diventano quindi le due linee guida della voce di basso profondo: mistico e demoniaco.

### Mozart e l'esoterismo de Il flauto magico
Nel corso del tempo, nonostante il mutare dei soggetti drammaturgici a cui le opere si ispiravano, le gravi hanno perfezionato e definito questa loro connotazione austera, autorevole, solenne, senza mai rinunciare ad un'inclinazione misteriosa o di sinistro preludio d'una minaccia incombente.
Se hanno accenti nobili i numerosi Fa gravi di Sarastro (Il flauto magico, 1791), non v'è dubbio che vi si possa individuare anche un ulteriore significato, forse più occulto, ma certamente non marginale. Il flauto magico di Mozart è un'opera imbevuta di simbologia esoterica, soprattutto d'ispirazione massonica, con particolare riferimento a divinità egizie quali Iside e Osiride; partendo da questo dato oggettivo, si può comprendere una certa critica musicale che ha voluto individuare, proprio in quelle note gravi del sacerdote Sarastro, una sorta di "sonda scagliata nell'ignoto", un suono che sublima sé stesso per raggiungere sfere dell'animo umano altrimenti chiuse allo sguardo ed alla conoscenza. Mozart, forse memore del Nettuno e del Seneca monteverdiani, conferisce a Sarastro - sacerdote della saggezza, personaggio positivo e, letteralmente, solare - una voce da basso profondo, mentre la sua nemica, l'oscura e crudele Regina della Notte, l'Astrifiammante, è diametralmente all'opposto un soprano di coloratura che raggiunge il Fa sopracuto.

### Il metro morale di Verdi
Con Verdi, il concetto di voce di basso era assai più demarcato rispetto all'epoca di Mozart, quindi il compositore roncolese godette d'una più definita libertà d'azione. Le gravi sanciscono la statura morale - e caratteriale - dei suoi personaggi. Ad esempio, nel già citato Don Carlo (1867), con un intervallo di tre soli semitoni, Verdi pare suggerirci come sia possibile distinguere - nell'ambito del medesimo registro vocale - il bene dal male.
Dei tre bassi principali dell'opera, il più inquietante e spietato è indubbiamente Il Grande Inquisitore, che tocca un inesorabile Mi grave. A livello intermedio c'è re Filippo II, un monarca crudele e dispotico ma, al tempo stesso, vittima del quasi sconfinato potere che è nelle sue mani, il cui limite vocale si alza di un semitono, cioè al Fa grave (intonato anche nella sconsolata presa di coscienza del re, in conclusione del duetto con il Grande Inquisitore: Dunque il Trono piegar dovrà sempre all'Altare...). Infine, il vecchio e misterioso frate (Carlo V), il quale, chiuso in un convento, sta espiando le colpe del suo passato, e che Verdi - in qualche misura - assolve, fermando la sua discesa verso il profondo al Fa diesis grave, e lo fa proprio in conclusione di una solenne preghiera nella quale il frate/Carlo V afferma l'onnipotenza del Creatore.
Questo voler individuare nelle gravi ora una componente spirituale, ora una componente malvagia, è sempre stata una qualità - solo apparentemente ambigua - che ha fornito ai compositori ampie possibilità espressive. Se è vero che sacerdoti, vecchi padri, monarchi o papi hanno - in linea di massima - una voce profonda, è altrettanto vero che anche il reprobo Mefistofele - almeno nelle più celebri opere dedicate al mito del Dottor Faust - ha la voce "scura"; magari non da vero profondo, ma comunque da basso. La stessa intenzione la troviamo in un personaggio come Sparafucile (Rigoletto, 1851), il cui timbro cavernoso non sottende ad alcuna sovrannaturalità infernale - benché Rigoletto, per due volte, lo definisca demonio! - quanto piuttosto dipinge di nero il tragico mestiere con cui il sicario prezzolato si guadagna da vivere. Oltre al ben noto Fa grave che chiude il duetto dell'atto I, Sparafucile, verso il finale dell'opera, scende ancora nel profondo, questa volta con un Sol bemolle grave, dando a Rigoletto la «buonanotte», un augurio che sappiamo essere tragicamente sarcastico, foriero di quella cupa maledizione che incombe inesorabile sullo sciagurato giullare.

### Il misticismo wagneriano
Contemporaneo di Verdi, anche Richard Wagner usa volentieri il timbro più scuro della voce maschile. A differenza del primo – e, forse, a differenza di chiunque altro – non è tramite la pura estensione con cui Wagner esalta la voce del basso profondo. Scorrendo le sue partiture, notiamo che egli inserisce raramente note eccezionalmente basse. Persino il Fa grave è usato con relativa parsimonia: lo troviamo, ad esempio, per König Heinrich nel Lohengrin, per Fafner nel Siegfried o per Hagen nel Götterdämmerung. Tuttavia, il sub-limite delle sue partiture oscilla mediamente tra il Sol¹ ed il Si¹. Nonostante questo, Wagner ci ha lasciato scritto come molti di quei ruoli di basso dovessero essere cantati da bassi profondi. È al colore scurissimo che egli anela, o, per meglio dire, alla drammatica epicità propria del basso profondo ed alla sua oceanica ieraticità.
La musica del compositore tedesco è segnata da una profonda ricerca spirituale, che sovente sfocia nel puro misticismo. Anche il canto deve farsi strumento di questa sublime vocazione, per conseguire la quale, secondo Wagner, non è necessario volgere la voce verso l'estremo profondo, bensì usarla – specialmente nei più sonori toni centrali – per profondere una tinta granitica, arcana e mitologica, all'imponente racconto musicale. Oltre a questo, non dobbiamo tralasciare una considerazione puramente tecnica. Con Wagner, l'orchestra non ha il ruolo di sommesso e discreto accompagnatore di cantanti – come poteva accadere per compositori quali Bellini o Donizetti – ma partecipa vigorosamente, in veste di protagonista, all'evoluzione drammaturgica dell'opera. La necessità di non abusare di note profondissime è quindi anche un'esigenza acustica: tali note - come già accennato - hanno, inevitabilmente, minor volume rispetto a note più alte, ed i cantanti si troverebbero in seria difficoltà a dover far udire un suono gravissimo mentre magari nel golfo mistico un organico di novanta o più strumentisti è intento a celebrare la possanza wagneriana.

### La "terza via" Settecentesca
Facendo, infine, un salto indietro nel tempo, è opportuno ricordare come, nel XVIII secolo, le note gravi abbiano scoperto un'indole originale e sorprendente. Il primo ad intuirne il nuovo afflato fu Alessandro Scarlatti. Lo fece quando tratteggiò, ne L'Eraclea (1700), la parte del vecchio tutore Alfeo, un individuo libidinoso quanto goffo, le cui incursioni nel registro profondo ci dicono di una natura che vorrebbe essere quella di un casanova, ma invece sono soltanto la risonanza - ridicola quanto patetica - delle sue sconce voglie.
Ne La serva padrona (1733), Giovan Battista Pergolesi affronta con ancor più completezza questa innovativa impostazione: il protagonista, Uberto - che certamente non è un basso profondo, quanto piuttosto un basso buffo - deve, pur tuttavia, toccare note che sono proprie del profondo: il Mi e il Mi bemolle gravi. Questo avviene nel corso dell'aria Son imbrogliato io già. Uberto riflette tra sé e sé sull'opportunità di arrendersi alle impertinenti lusinghe della sua giovane cameriera Serpina, e quindi sposarla; ma, come ci dice egli stesso, subentra qualcun altro (Sent'un che poi mi dice...), una misteriosa voce - dal suo di dentro - che tenta di dissuaderlo e lo ammonisce: Uberto, pensa a te!.
Non ci è dato sapere se questa voce sia l'istigazione d'uno spirito maligno oppure, meno prosaicamente, l'affiorare dell'egoismo del vecchio scapolo. Ciò nondimeno, il buffo Uberto, proprio in quella frase che sgorga della sua coscienza, deve scendere alle due note sopra indicate. Queste, così come le incursioni nel profondo dell'Alfeo scarlattiano, accendono una nuova luce - in senso più ampio e generale - su dei suoni tanto gravi, i quali possono offrire al recitar cantando, non solo gli effetti descritti poc'anzi, ma anche suggestioni comiche, caricaturali e grottesche.
Questa visione è sviluppata dallo stesso Mozart, ad esempio, per il personaggio di Osmin (Die Entführung aus dem Serail, 1782), dove le gravi sottolineano pomposamente la boria del personaggio, così come il barbiere Abul, protagonista del Barbier von Bagdad (1858) di Cornelius, autentico buffo-profondo: nell'aria "O wusstest du, Verehrter", la partitura scende fino al Re diesis grave. Il nuovo concetto approda stabilmente anche al XX secolo; ad esempio, con lo straussiano Barone Ochs (Der Rosenkavalier, 1911), un nobile bon viveur che usa il registro più profondo per conferire - non senza una qualche enfatica supponenza - ampollosità e barocchismo al suo carattere. Senza infine dimenticare Re Pomádé, protagonista dell'opera per bambini Pomádé király új ruhája (Il nuovo abito del Re Pomádé), composta da György Ránki nel 1953 - e rivisitata dall'autore nel 1972 - nella quale il protagonista deve toccare il Re bemolle grave.

### Alcune parti da basso profondo
- Caronte, ne L'Orfeo di Monteverdi (1607)
- Nettuno, ne Il ritorno di Ulisse in patria di Monteverdi (1640)
- Seneca, ne L'incoronazione di Poppea di Monteverdi (1642)
- Alfeo, ne L'Eraclea di A. Scarlatti (1700)[16]
- Claudius, nell'Agrippina di Händel (1709)
- Pluton, nell'Hippolyte et Aricie di Rameau (1733)
- Herr von Bär, nel Der Rauchfangkehrer di Salieri (1781)
- Osmin, nel Die Entführung aus dem Serail di Mozart (1782)
- Il Commendatore, nel Don Giovanni di Mozart (1787)[17]
- Sarastro, nel Die Zauberflöte di Mozart (1791)
- Rocco, nel Fidelio di Beethoven (1803-1805)
- Cardinale Brogni, ne La Juive di Halévy (1835)
- Marcel, ne Les Huguenots di Meyerbeer (1836)
- Farlaf, nel Ruslan e Ljudmila di Glinka (1837-1842)
- Balthazar, ne La favorita di Donizetti (1840)
- Daland, nel Der fliegende Holländer di Wagner (1840-1841)
- Papa Leone I, nell'Attila di Verdi (1846)
- Fafner, Hunding e Hagen, nel Der Ring des Nibelungen di Wagner (1848-1874)
- Sparafucile, nel Rigoletto di Verdi (1851)
- Jacopo Fiesco, nel Simon Boccanegra di Verdi (1857)
- Re Marke, nel Tristan und Isolde di Wagner (1857-1859)
- Abul, nel Der Barbier von Bagdad di Cornelius (1858)
- Padre Guardiano, ne La forza del destino di Verdi (1862)
- Il Grande Inquisitore, nel Don Carlo di Verdi (1867)
- Veit Pogner, ne I maestri cantori di Norimberga di Richard Wagner (1868)
- Dosifei, nella Kovancina di Musorgskij (1872-1880, incompiuta)
- Titurel e Gurnemanz, nel Parsifal di Wagner (1877-1882)
- Vladimir Yaroslavich ne Il principe Igor di Borodin (1890, postuma)
- Il barone Ochs di Lerchenau, nel Der Rosenkavalier di Strauss (1911)
- Papa Pio IV e Cardinale Christoph Madruscht, nel Palestrina di Pfitzner (1912-1915)
- John Claggart, nel Billy Budd di Britten (1951)
- Re Pomádé, nel Pomádé király új ruhája (Il nuovo abito del Re Pomádé), di Ránki (composta nel 1953, modificata nel 1972)
- Il quarto tentatore, nell'Assassinio nella cattedrale di Pizzetti (1958)
- Il dottore, nel Judy di Birtwistle (1968)

### Celebri bassi profondi[18]
- Johann Ignaz Ludwig Fischer (1745-1825)
- Pietro Vialetti (1819-?)
- Wilhelm Hesch (1860-1908)
- Juste Nivette (1865-?)
- José Mardones (1868-1932)
- Mansueto Gaudio (1873-1941)
- Nazareno De Angelis (1881-1962)
- Malcom McEachern (1883-1945)
- Nicola Zeč (1883-1958)
- Norman Allin (1884-1973)
- Emanuel List (1888-1967)
- Alexander Kipnis (1891-1978)
- Tancredi Pasero (1893-1983)
- Maksim Mikhailov (1893-1971)
- Ivar F. Andresen (1896-1940)
- Dezsõ Ernster (1898-1981)
- Mihály Székely (1901-1963)
- Norman Cordon (1904-1964)
- Henri Medus (1904-1985)
- Koréh Endre (1906-1960)
- Gottlob Frick (1906-1994)
- Kurt Böhme (1908-1989)
- Luciano Neroni (1909-1951)
- Giulio Neri (1909-1958)
- Josef Greindl (1912-1993)
- Kim Borg (1919-2000)
- Michael Langdon (1920-1991)
- Arnold Van Mill (1921-1996)
- Jerome Hines (1921-2003)
- Cesare Siepi (1923-2010) -  Audio: Estratto dall'aria "Seigneur, rempart et soul soutien"
- Giorgio Tadeo (1929–2008)
- John Macurdy (1929-vivente)
- Boris Shtokolov (1930-2005)
- Karl Ridderbush (1930-1997)
- Manfred Schenk (1930-1999)
- Mikhail Zlatopolskiy (1934-2001)
- Martti Talvela (1935-1989)
- Kurt Moll (1938-2017)
- Robert Lloyd (1940-vivente)
- Aage Haugland (1944-2000)
- Vladimir Pasiyukov (1944-2011)
- Matti Salminen (1945-vivente)
- Jaakko Ryhänen (1946-vivente)
- László Polgár (1947-2010)
- Kurt Rydl (1947-vivente)
- Jan-Hendrik Rootering (1950-vivente)
- Daniel Lewis Williams  (1950 - 2023)
- Gregory Reinhart (1951-vivente)
- Eric Halfvarson (1953-vivente)
- Paata Burchuladze (1955-vivente)
- Franz-Josef Selig (1961-vivente)
- René Pape (1964-vivente)
- Vladimir Miller (1964-vivente)
- Valerian Ruminski (1967-vivente)
- Mikhail Kruglov (1972-vivente)
- Alexander Anisimov (vivente)
- Gregory Stapp (vivente)
- Ulrich Dünnebach (vivente)
- Campbell Vertesi (vivente)
- Hans Tschammer (vivente)
- Konstantin Kvach (vivente)
- Tom McNichols (vivente)
- Stephen Connolly (1966 - vivente)
- Antonio Abete (vivente)
- Marco Spotti (vivente)
- Andrea Mastroni (1979 - vivente)
- Gianluca Buratto (vivente)
- Tobias Kehrer (vivente)
- Matheus França (vivente)

#### Bassi profondi veri e presunti

Giulio Neri nei panni di Jacopo Fiesco (G. Verdi, Simon Boccanegra).

È probabile che qualche melomane rimanga interdetto, forse con qualche ragione, nel vedere il nome del basso Cesare Siepi annoverato nella soprastante lista di bassi profondi. Quella di Siepi fu certamente la carriera di un autentico basso cantante, verdiano nello stile, e capace di affrontare con lodevole efficacia anche ruoli brillanti. Basti ricordare il suo Don Giovanni, interpretato, tra l'altro, al Festspielhaus di Salisburgo sotto la direzione di Wilhelm Furtwängler, oppure il Figaro mozartiano cantato con la direzione di Erich Kleiber. Ciò nondimeno, sarebbe un errore ignorare le doti di Siepi come basso profondo. Gran parte della critica lo reputò uno dei migliori interpreti di Sarastro ne Il flauto magico in lingua italiana. Inoltre, la discografia ci consegna, dall'opera Les Huguenots di Meyerbeer, l'aria Seigneur, rempart et soul soutien e, dall'opera La Juive di Halévy, l'aria Si la rigueur, nelle quali Siepi si cimenta in due discese verso l'abisso, fino a toccare, in entrambe, un cavernoso Do grave (ascolta l'esempio audio sopra riportato).
Per contro, Giulio Neri è sempre stato un autentico basso profondo; forse il basso profondo per antonomasia. La sua torrenziale voce, una delle più potenti di sempre, non ha mai avuto difficoltà a "riempire" anche gli spazi lirici più grandi. Giova ricordare un gustoso aneddoto avvenuto nel corso di un'Aida al Festival Lirico di Verona; dopo che Neri ebbe finito di cantare, tra gli applausi del pubblico si levò una voce, ironica, ma nemmeno troppo, che esclamò: «Neri, l'Arena è troppo piccola per te!». Il suo timbro, nero come le tenebre, poteva muoversi con facilità laddove altri bassi affannavano. In più, è stato uno dei non molti bassi italiani capaci di cimentarsi in ruoli da basso wagneriano (in lingua italiana). I collezionisti conservano con particolare gelosia una rara incisione dell'Aci e Galatea di Georg Friedrich Händel, nella quale Neri interpreta il ruolo di Polifemo che nell'aria Fra l'ombre e gl'orrori - dalla complessa ed ardita tessitura che prevede l'uso del falsetto - deve anche eseguire note di profondità abissale. Neri fu anche un monumentale Mefistofele boitiano, una partitura che, qua e là, il cantante senese amava "ritoccare" verso il basso, aggiungendo, ad esempio, un Mi bemolle grave nella scena del Prologo in cielo. Altrettanto imperdibile, infine, la sua versione dell'aria "Splendon più belle in ciel le stelle", dall'opera La favorita di Gaetano Donizetti, nella quale Neri esegue il Fa grave - previsto dalla partitura - e aggiunge un Do grave, entrambi dall'effetto "tellurico".
Ricordando alcuni vezzi di altri bassi profondi, sia Kurt Moll che Matti Salminen, interpretando il Commendatore nel Don Giovanni di Mozart, talvolta inseriscono un Re grave, abbassando la nota prevista dal compositore che conclude il drammatico dialogo tra il "convitato di pietra" e Don Giovanni nel finale d'opera. Moll è stato anche un apprezzato barone Ochs (Der Rosenkavalier), capace di onorare con efficacia le note gravi presenti nella partitura.
Sovente, la critica musicale si compiace volentieri nel valutare e criticare quei cantanti i quali, sconfinando dal repertorio che sarebbe pertinente al loro tipo di voce, si cimentano nell'affrontare ruoli che proprio non sono nelle loro corde. Queste reprimende interessano specialmente i tenori, additati - a torto o a ragione - come i divi meno disciplinati della lirica. Va detto altresì che la deprecata abitudine di "cantare di tutto" non è un vizio esclusivo delle voci acute, ma si verifica anche tra i bassi. A titolo di esempio, ricordiamo il celebre basso-baritono statunitense Samuel Ramey. Ramey è un apprezzato interprete brillante, dotato di un'eccellente tecnica con la quale affronta con disinvoltura anche le colorature più impervie, oltre a possedere - caso raro tra i cantanti lirici nordamericani - una dizione della lingua italiana pressoché perfetta. Nonostante la sua vocazione sia tipicamente mozartiana e rossiniana, Ramey, soprattutto nella seconda parte della sua carriera, si è cimentato anche come basso verdiano e, addirittura, come basso profondo, ma con esiti spesso incerti. Come Neri, anche lui aggiunge il Mi bemolle grave nel Prologo in cielo del Mefistofele - come ci testimonia la celebre edizione di San Francisco del 1989, diretta dal maestro Maurizio Arena, di cui esiste anche il video - ma con decisamente minor sonorità del basso senese. Sempre nello stesso Mefistofele, Ramey "costringe" il direttore a staccare un tempo molto lento per l'aria "Son lo spirto che nega", al fine di permettere alla propria voce di "appoggiarsi" in modo tale da preservare la necessaria scurezza e cavernosità richieste. Infine, Ramey esegue un Mi bemolle grave nell'edizione critica dell'aria Là del ciel, nell'arcano profondo, da La Cenerentola di Rossini.

## Il basso profondo nel coro
Nell'ambito della musica corale – indipendentemente dal fatto che si tratti di musica sinfonica, operistica o sacra – alla sezione dei bassi viene richiesto, talvolta, di scendere a profondità che sono proprie del basso profondo, se non, addirittura, dell'ottavista. Ad esempio, ne La forza del destino (1862) di Giuseppe Verdi, durante l'aria "La vergine degli angeli", i bassi del coro devono toccare un Mi grave.

 
Nella Seconda sinfonia (1895-1896)  di Gustav Mahler, il finale prevede che i bassi tocchino addirittura un Si bemolle ultragrave. Laddove uno o più coristi non siano in grado di emettere questa nota, il compositore ha previsto che rimangano in silenzio, piuttosto che eseguire lo stesso Si bemolle un'ottava sopra.

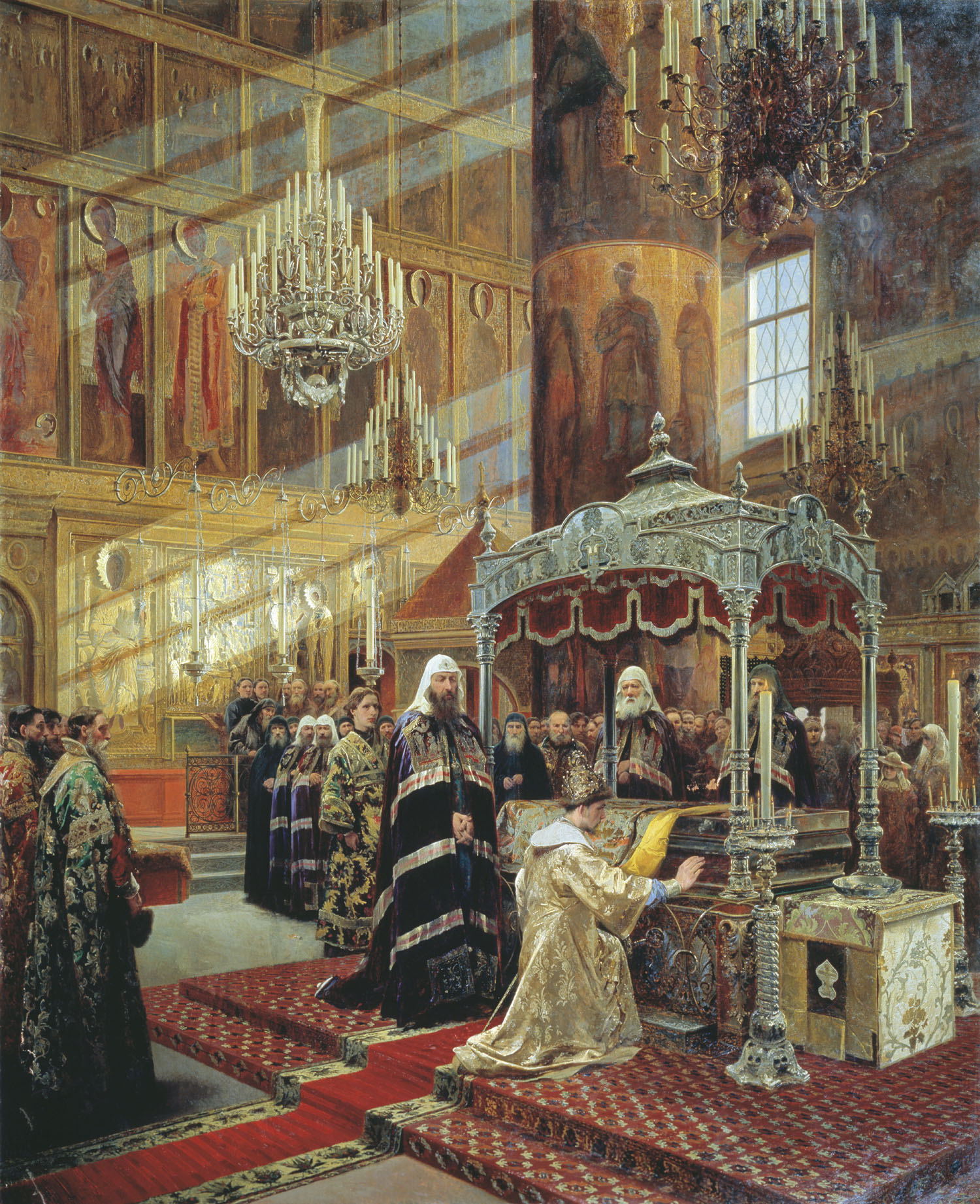
Il patriarca ortodosso Nikon canonizza Filippo II, Metropolita di Mosca

 Infine, nel Candide (1956) di Leonard Bernstein, il compositore assegna ai bassi un Si ultragrave.
Nel repertorio classico occidentale queste discese nel profondissimo non sono comunque molto frequenti; diventano però quasi la regola in altri contesti musicali. L'arte del basso profondo è famosa grazie, ad esempio, ai cantori Xöömej di Tuva, ai monaci buddisti tibetani e agli Xhosa sudafricani. Ma soprattutto grazie ai cori religiosi della Chiesa Cristiana Ortodossa, russa in modo particolare.
Gli ottavisti
I cori religiosi cristiano-ortodossi sono quasi sempre formati da sole voci maschili, divise in tenori e bassi. Questi ultimi hanno al loro interno gli ottavisti (in russo октависты, oktavisty, noti anche nel mondo germanico come Strohbass), veri e propri "contrabbassi umani" che, come suggerisce il nome, sono in grado di cantare nell'ottava inferiore al normale registro di basso, raggiungendo, con voce piena e sonora, note di una profondità impressionante, come il La o il Sol ultragravi. Naturalmente, specializzarsi nel cantare in un registro così profondo, comporta il dover parzialmente sacrificare i toni medio-acuti ed acuti, che sono significativamente inferiori rispetto al basso.
Questo tipo di vocalità, ha una provenienza antica tanto quanto la stessa Chiesa ortodossa russa. Definitisi come tali nel secolo XVII, gli ottavisti traggono origine dal più remoto canto polifonico (secolo XII). In effetti, sono la naturale evoluzione della prassi - consolidata in secoli di celebrazioni dei riti di questa chiesa - secondo la quale, sia il cantore principale quanto il Diacono avevano, tradizionalmente, una voce profondissima. Per avere una percezione completa di note così gravi, si consiglia l'ascolto degli esempi audio riportati sotto, relativi ai cantori Višn'akov e Pas'ukov, ottavisti solisti dell'Orthodox Singers Male Choir.

### Alcuni brani corali con parti da basso profondo/ottavista
- Canto della penitenza per la Russia, di Pëtr Il'ič Čajkovskij;
- Nyne sily nebesnye (Ora rigioisce il potere divino), di Aleksandr Šeremetev.
- Liturgia di San Giovanni Crisostomo, Op. 31, di Sergej Rachmaninov;
- Veglia per tutta la notte, Op. 37, di Sergej Rachmaninov;
- Ne otverži mne vo vremja starosti (Non respingermi nella mia vecchiaia), Op. 40/5, di Pavel Grigor'evič Česnokov;
- Requiem, per soprano, mezzosoprano, 2 cori e orchestra, di György Ligeti.

### Alcuni celebri ottavisti
- Viktor Krutchenkov (vivente)
- Vladimir Miller (1964-vivente)[22]
- Vladimir Pas'ukov (1944 - 2011)  Audio: Esempio dall'Orthodox Singers Male Choir[collegamento interrotto]
- Boris Tchepikov (vivente)
- Yury Višn'akov (1950-vivente)  Audio: Esempio dall'Orthodox Singers Male Choir
- Mikhail Zlatopolsky (1934-2001)
- Glib Chandrowsky (1896-1976)
- Serghei Kocetov (vivente)
- Mikhail Kruglov (1972-vivente)

## Tecniche di canto profondo

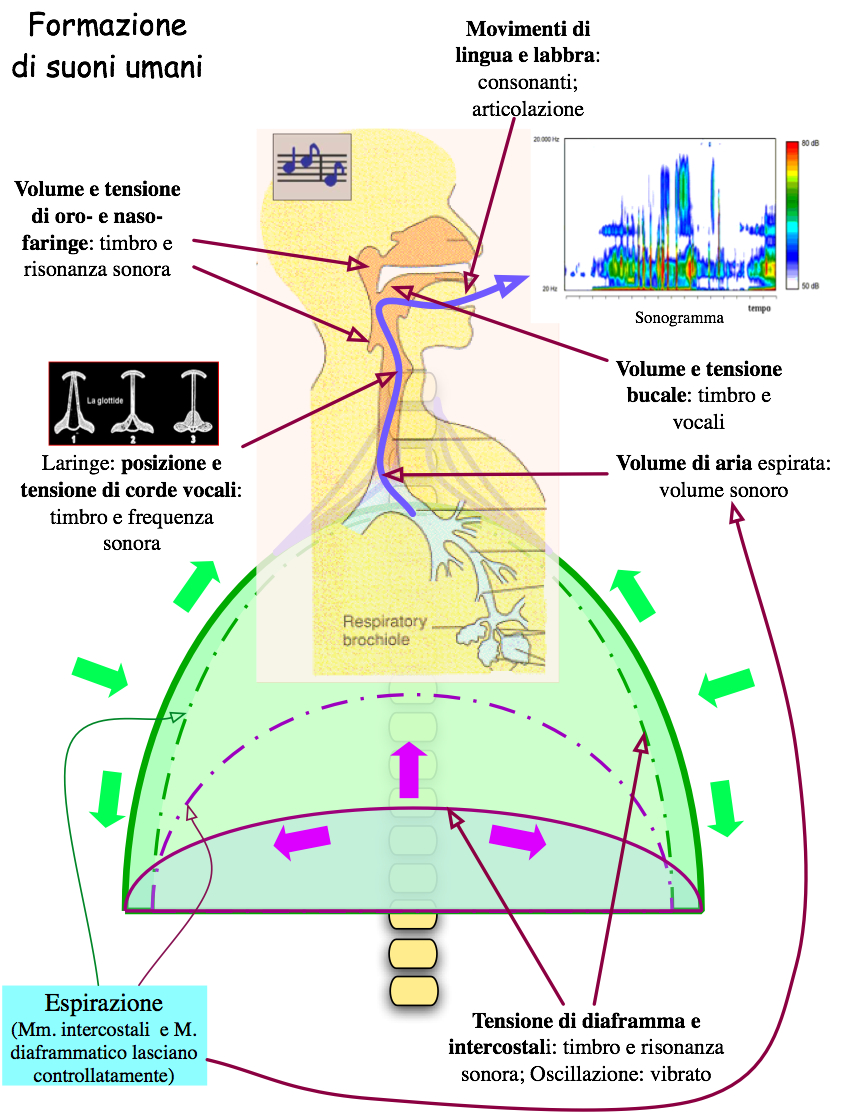
Schema della formazione dei suoni umani.

Possedere una voce tanto grave è indubbiamente un dono naturale. Tra le necessarie caratteristiche fisiologiche ve ne sono almeno due fondamentali: corde vocali di dimensioni superiori alla media (soprattutto nella lunghezza), e un volume toracico così imponente da avere, contemporaneamente, sia una notevole capacità di risonanza (le note gravi sono note di petto), sia una considerevole riserva d'aria per far fronte alla "tenuta" di queste note le quali, per risultare sonore, richiedono lo spostamento d'una importante massa d'aria. Non a caso infatti, i bassi - specialmente quelli profondi - sono quasi sempre di statura piuttosto alta.
Esistono, tuttavia, tecniche di canto che permettono alla voce di spingersi significativamente ancora più in basso rispetto al limite fisiologico naturale, conquistando agevolmente la regione ultragrave del pentagramma. Queste tecniche sono principalmente due: il cosiddetto vocal fry ed il canto di laringe.

### Il vocal fry
Nel vocal fry - noto anche col nome di glottal fry - viene modificata l'oscillazione delle corde vocali. Questo avviene tramite le due cartilagini aritenoidi nella laringe che vengono unite insieme; di conseguenza, l'emissione dell'aria viene compressa e il suono che ne deriva si forma da un'unica grande massa vibrante. La frequenza della vibrazione è molto bassa (20-50 hertz) e il flusso d'aria che attraversa la glottide è molto lento. In questo modo si riesce ad estendere la propria voce di almeno un'ottava verso il basso, cioè fino alla 1ª subarmonica, anche se alcuni cantanti eccezionalmente dotati riescono a controllare questa tecnica ad un livello di perfezione tale da permettergli di toccare addirittura la 5ª subarmonica. Questo tipo di canto è usato soprattutto dagli ottavisti nella musica religiosa e sacra o comunque d'impronta classica.

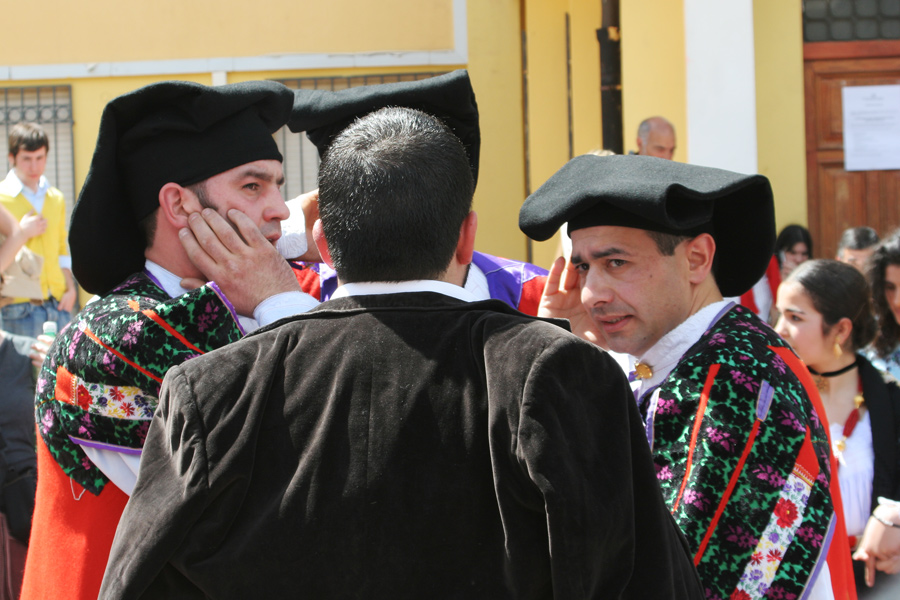
Un quartetto su tenore sardo

### Il canto di laringe
Grazie a questa tecnica, le corde vocali e la laringe vibrano all'unisono ed il flusso d'aria viene fatto risuonare, secondo una particolare tecnica, all'interno della cavità orale, al fine di scomporlo. Sotto il profilo acustico, l'effetto che si ottiene e quello di una voce "multipla": le armoniche che compongono l'onda sonora sono parzialmente separate e distinguibili le une dalle altre; in altre parole, è come se dalla bocca del cantante uscissero due o più suoni contemporaneamente (diplofonie, trifonie o quadrifonie). Questo tipo di canto permette notevoli possibilità estensive, non solo nella direzione grave del pentagramma, dove, comunque, la voce può scendere alla 1ª subarmonica.
Un tipico esempio italiano ci viene dalla Sardegna: nei quartetti del tradizionale Cantu a tenore, il basso (su bassu) canta usando questa tecnica. A Tuva il canto di laringe è noto come Kargyraa, come anche presso i monaci buddisti del Tibet e nella vicina Mongolia (col nome di Charchiraa), mentre in Sudafrica, presso gli Xhosa, assume il nome di Umngqokolo.
Al di là della meditazione mantrica dei monaci buddisti, questa impostazione trova la sua principale applicazione in contesti di musica folklorica e tradizionale, con l'illustre eccezione del cantante Demetrio Stratos, che ha spinto il canto di laringe ai limiti delle umane possibilità (specialmente verso l'acuto ed il sovracuto), nell'ambito della musica contemporanea e sperimentale.

## La nota più grave: 8 hertz

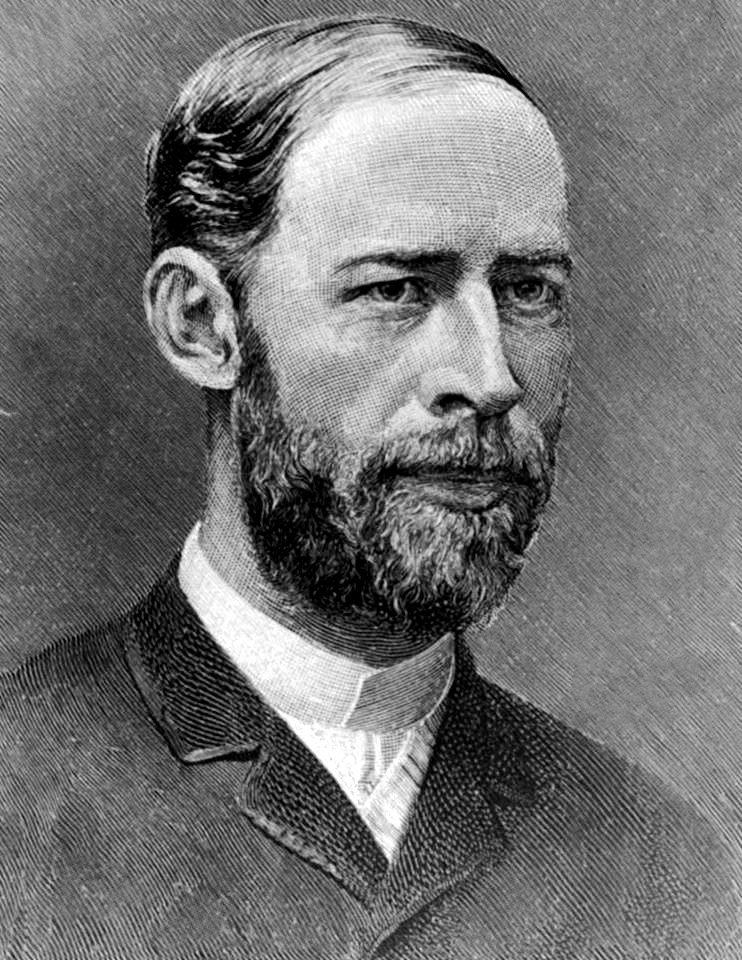
Il fisico tedesco Heinrich Rudolf Hertz, creatore dell'unità di misura delle frequenze che porta il suo nome.

Il cantante tedesco Ivan Rebroff, con le sue quattro ottave e mezzo, è stato, per lunghi anni, l'uomo dotato di maggior estensione vocale al mondo: il suo record è stato pubblicato sul Guinness dei primati fino al 2005; dal 2006 è stato soppiantato da Tim Storms. Rebroff era in grado di toccare un impressionante e sonoro Fa ultragrave, esattamente un'ottava sotto il pur già considerevole Fa grave usato, ad esempio, da Sparafucile nel finale del duetto con Rigoletto.
Come detto, è al cantante e compositore statunitense Tim Storms che spetta oggi la palma d'oro per la nota più grave. Secondo quanto riportato dal Guinness dei primati 2006, Storms ha ottenuto due record: quello per la maggior estensione vocale maschile (6 ottave) e quello per la nota più bassa. Questo giovane interprete (classe 1972) può arrivare ad emettere la sbalorditiva frequenza di 8 hertz, che corrisponde circa ad un Si-³ (meno 3, che diventa meno 2 nella numerazione statunitense), posto ben due ottave sotto il Si più basso del pianoforte. Un tale infrasuono non è udibile dall'orecchio umano (i cui confini di percezione sono compresi, mediamente, tra i 20 ed i 20.000 hertz), pertanto questo dato è stato verificato con la misurazione strumentale, proprio dai tecnici del Guinness, nel gennaio 2002. Gli straordinari record di Storms sono stati ufficializzati a partire dalla pubblicazione dell'edizione 2006. Tim Storms non è un cantante lirico; la sua segnalazione a margine di questa pagina dedicata al basso profondo è giustificata solo dalla singolarità del suo strumento vocale.
Storms è l'epigono di una lunga tradizione che riguarda la musica Gospel, Country e Folk degli Stati Uniti d'America, sovente caratterizzata da cantanti in grado di raggiungere profondità "impossibili", come il Fa o il Do ultragravi. Tra i più celebri, ricordiamo: Frank Stamps, Dan Britton, Isaac Freeman, J. D. Sumner, George Younce, Tim Riley, Richard Sterban, Gene MacDonald, Mike Holcomb e Paul David Kennamer. Va precisato che tutti questi interpreti, non essendo impostati al canto lirico, sono udibili solo tramite l'amplificazione acustica. Note così basse, se eseguite in un teatro d'opera, senza l'ausilio del microfono, non sarebbero quasi percepite dal pubblico.

## Curiosità

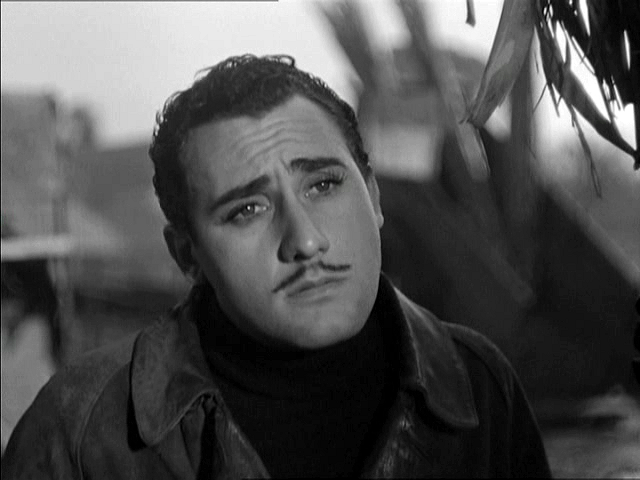
Alberto Sordi

Alberto Sordi, prima di intraprendere la carriera d'attore, studiò canto lirico e si esibì sulla scena operistica, come basso, per un certo periodo della sua giovinezza. Una volta entrato nel mondo della celluloide, non ha comunque trascurato queste origini, tanto che, nel 1956, realizzò una commedia che narra le turbolenti vicende di uno studente di canto, molto viziato, presuntuoso e mantenuto dall'esasperato suocero (Aldo Fabrizi), che brama calcare le scene della lirica. Il film s'intitola Mi permette babbo! ed è diretto da Mario Bonnard; vi compaiono anche cantanti lirici che, all'epoca, erano delle autentiche celebrità, tra cui il poderoso basso senese Giulio Neri. Quando, finalmente, riesce ad avere la piccola parte del dottore ne La traviata, Sordi, nella disapprovazione generale, esegue la frase "La tisi non le accorda che poche ore" abbassandola di un'ottava, arrivando a toccare il Do grave; inoltre canta, immediatamente dopo la morte di Violetta, la frase "È spenta!" (che tradizionalmente veniva omessa nelle esecuzioni dell'opera) avanzando al proscenio, mentre il sipario si chiude alle sue spalle.

Anche l'attore Christopher Lee, apprezzato per la sua voce profonda, ebbe sempre una grande passione per il canto lirico. La sua voce era classificabile come quella di un basso-baritono. Nel 2006 pubblicò un CD intitolato Revelation nel quale canta, tra l'altro, la famosa couplets del toreador dall'opera Carmen. Inoltre, durante un'intervista ad una televisione italiana, in occasione del lancio del kolossal Il Signore degli Anelli - La Compagnia dell'Anello, si divertì a cantare alcune battute del Grande Inquisitore, dall'opera Don Carlo di Verdi.

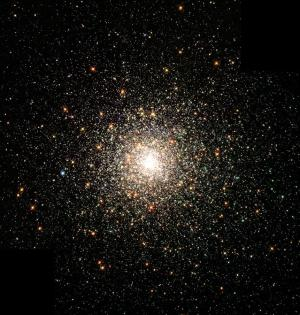
Un ammasso globulare

### La "voce" da basso profondo dell'Universo
Grazie all'osservatorio orbitale Chandra, nel 2003, alcuni astronomi e astrofisici inglesi hanno scoperto e misurato quella che potremmo chiamare "la voce dell'universo". Si tratta di un'onda sonora originatasi da un buco nero nell'superammasso del Perseo, a 250 milioni di anni luce dalla Terra. La misurazione degli scienziati ha evidenziato che il suono corrisponde ad un Si bemolle, 57 ottave più basso del Do centrale del pianoforte. Vibra con un periodo di oscillazione di 10 milioni di anni, generando una frequenza, in hertz, posta circa un milione di miliardi di volte al di sotto del limite di percezione acustica dell'orecchio umano.

Il professor Andrew Fabian dell'Istituto di Astronomia di Cambridge - capo del team che ha effettuato la scoperta - l'ha definita «La nota più bassa conosciuta nell'Universo».